# Universidad Torcuato Di Tella
Die Universidad Torcuato di Tella (auch UTDT oder Di Tella genannt) ist eine private Universität und wurde 1991 gegründet. Sie liegt im Viertel Belgrano in Buenos Aires, Argentinien und verfügt über 1200 eingeschriebene Bachelor- und 1300 Masterstudenten. Der Fokus liegt primär auf Sozial- und Geisteswissenschaften. Auf Bachelorniveau bietet die Universität die folgenden Studiengänge an: Betriebswirtschaft, Volkswirtschaft, Recht, Politikwissenschaften, Internationale Beziehungen, Sozialwissenschaften, Geschichte und Architektur. Auf Masterniveau verfügt die Universität über ein breites Angebot von über 34 Graduate Programmen.
In verschiedenen Rankings, insbesondere in den Masterstudiengängen Politik, Internationale Beziehungen (2011) und Wirtschaftswissenschaften (MBAs / Master of Economics) belegte die UTDT Spitzenplätze in Lateinamerika (2021).

## Geschichte

### Hintergrund und Stiftung
Das Konzept der neuen Universität wurde durch den ersten Präsident der UTDT, Gerardo della Paolera, und den damaligen argentinischen Botschafter in den USA, Guido Di Tella, entwickelt. Sie entschlossen sich damals ein amerikanisches Universitätsmodel zu adaptieren, welches den Fokus auf Forschung, kleine Unterrichtsklassen und Professoren mit einem internationalen Hintergrund und Anerkennung legt.
Die Universität Torcuato di Tella wurde im Jahre 1991 mit dem Ziel der Bildung einer neuen Generation von akademischen, wirtschaftlichen, sozialen und politischen Leadern gegründet. Die Gründung erfolgte durch die Torcuato di Tella Stiftung, welche hierfür von ihrer Erfahrung und den Ressourcen des Torcuato di Tella Instituts Gebrauch machte. Letzteres, welches 1958 als non-profit Institut mit dem Ziel der Förderung der Forschung der wissenschaftlichen, kulturellen und künstlerischen Entwicklung Argentiniens gegründet wurde, wurde während den 1960er Jahren zu einem führenden lokalen Zentrum für avant-garde Kunst. Torcuato di Tella, der Namensgeber des Instituts, war seinerzeit einer der führenden argentinischen Industriellen und Gründer des Siam di Tella Konglomerats 1911.
Die Universität, welche 1992 als ersten Studiengang ausschließliche Volkswirtschaft anbot, hat sich seither stark vergrößert und ihr Studienangebot umfasst aktuell auch Betriebswirtschaft, Politikwissenschaft, Internationale Beziehungen, Recht, Geschichte, Architektur sowie diverse Masterstudiengänge.
Gerardo della Paolera bekleidete das Amt des Dekans der Universität von deren Gründung an bis ins Jahr 2001, als er durch den Ökonomen Juan Pablo Nicolini abgelöst wurde. Nicolini wurde 2005 als Dekan wiedergewählt und bekleidete das Amt bis zum Ende seiner zweiten Amtszeit im September 2010, wo er aufgrund der Universitätsreglementarien, welche ein Maximum von zwei Amtszeiten vorschreiben, nicht mehr zur Wahl stand. Manuel Mora y Araujo, ein anerkannter Soziologe und politischer Analytiker, wurde daraufhin am 14. Mai 2009 als Dekan gewählt und besetzte diesen Posten bis zu seinem Rücktritt aus persönlichen Gründen im Mai 2011. Als Nachfolger wurde Ernesto Schargrodsky gewählt, welcher bis dahin die Wirtschaftsfakultät geleitet hatte. Im Jahr 2014 wurde er schließlich für eine volle, vierjährige Amtszeit wiedergewählt. Als Nachfolger im Mai 2019 wurde Juan José Cruces gewählt, welcher auch bis dahin die Wirtschaftsfakultät geleitet hatte.

### Umzug zum Figueroa Alcorta Campus
Im März 2013 zog die Universität vom alten Campus in den neuen Campus an der Avenida Figueroa Alcorta. Das Hauptgebäude des neuen Campus, welches über 13'700 m2 Fläche verfügt, wurde dem ehemaligen Gebäude der nationalen Wasserwerke nachempfunden, welches zwischen 1937 und 1942 gebaut wurde. 1998, nach der Privatisierung der Obras Sanitarias de la Nación wurde das Gebäude öffentlich ausgeschrieben und das durch die Universität eingereichte Design gewann. Dieses wurde in einer Kollaboration durch eine Gruppe von Architekten unter der Führung von Clorindo Testa, Juan Fontana, Juan Barros Tomé und Horacio Rodrigo entwickelt.
Die Bauarbeiten am Gebäude begannen im Jahre 2002. Seit 2004 hat die Wirtschaftsfakultät ihren Sitz auf dem Figueroa Alcorta Campus und verfügt selber über 1200 m2.

## Campus
Die Fakultät setzt sich aus 77 Vollzeitprofessoren zusammen, von welchen die meisten eines der Graduate Programme der UTDT besucht haben, während der Rest aus ausländischen Gastprofessoren besteht. Die Universität bietet ihren Studenten auf Bachelor- sowie auf Masterniveau die Möglichkeit einen Studienaustausch an über 50 ausländischen Partneruniversitäten in Europa, Nord- und Südamerika, Australien, Afrika und Asien wahrzunehmen. UTDT ist auch bei ausländischen Studierenden ein beliebtes Ziel, weshalb jedes Jahr zahlreiche Austauschstudenten ein oder zwei Semester an der Di Tella verbringen. Der Ausbau des Campus, welcher zwischenzeitlich aus ökonomischen Gründen ausgesetzt wurde, wird stetig fortgesetzt, um dem stetigen Wachstum an Studierenden und Studiengängen gerecht zu werden und mündete zuletzt im Bau eines neuen Gebäudes auf dem Campus. Juan José Cruces ist der Präsident der Universität.

### Business School
Die Wirtschaftsfakultät verfügt über 20 Vollzeitprofessuren und ist für den Bachelorstudiengang Betriebswirtschaft sowie den MBA, den Executive MBA und den Master in Finanzen verantwortlich.
Seit 2010 ist die UTDT im Ranking des chilenischen Wirtschaftsmagazin America Economia in den Top 10 Business Schools von Lateinamerika aufgeführt.
Das MBA-Programm ist außerdem durch die in London ansässige Association of MBAs (AMBA) akkreditiert.

### Kursangebot
Die Universität bietet folgenden Bachelorstudiengänge an:
- Volkswirtschaft
- Betriebswirtschaft
- Politikwissenschaft
- Internationale Beziehungen
- Sozialwissenschaften
- Recht
- Geschichte
- Architektur
- Design

Außerdem folgende Masterstudiengänge und Doktorate:
- Doktorat Politikwissenschaften und Regierung
- Doktorat Internationale Beziehungen
- Doktorat Geschichte
- MBA
- Executive MBA
- Master Management & Analytics
- Master Finanzen
- Master Geschichte
- Master Volkswirtschaft
- Master angewandte Volkswirtschaft
- Master Ökonometrie
- Master Politikwissenschaft
- Master Recht und Ökonomie
- Master Steuerrecht
- Master Strafrecht
- Master urbane Volkswirtschaft
- Master Geschichte und Kultur der Architektur und der Stadt
- Master Internationale Beziehungen
- Master Public Policy
- Master Bildungsmanagement
- Master Bildungsstrategie
- Master Journalismus (in Zusammenarbeit mit der Zeitung La Nación)

Des Weiteren werden Spezialisierungsstudiengänge im Bildungsmanagement, in Bildungsstrategie, Steuerrecht, Strafrecht, Architektur und Technologie, Architektur und Landschaft, Präservation und Erhalt von Kulturgütern, fortgeschrittene Ökonomie, Ökonometrie und Management von NGOs (in Zusammenarbeit mit der Universität San Andrés und CEDES) sowie eine Spezialisierung in executive business education angeboten.

### Fakultät
Die Universität setzt sich aus 258 Akademikern zusammen, wovon 77 im Vollzeitpensum Forschung betreiben. Sie teilen sich auf sieben Abteilungen auf:
- Rechtsfakultät
- Wirtschaftsfakultät
- Politikfakultät
- Abteilung Volkswirtschaft
- Abteilung Politikwissenschaften und Internationale Beziehungen
- Abteilung Geschichte
- Abteilung Mathematik und Statistik
- Architekturfakultät
- Abteilung Kunst

Politikwissenschaftler Natalio R. Botana, Ökonom und Historiker Pablo Gerchunoff, Soziologe und Peronismus Experte Juan Carlos Torre, Architekt Jorge Liernur und Historiker Ezequiel Gallo sind Professoren emeritii. Historiker Tulio Halperín Donghi, Ökonomin Ana María Martirena-Mantel und Nobelpreisträger Finn Kydland sind Ehrenprofessoren der Universität.

### Forschungscenter
Die Universität hat folgende Center eröffnet: das Center für finanzielle Forschung, das Center für Unternehmertum und Neues Business Development, das Center für internationale Studien, das Verbrechen-, Institutionen- und Policy-Forschungslabor und das Center für die Bewertung und Erforschung von Sozialökonomie für die Armutsbekämpfung.
Das Center für finanzielle Forschung publiziert den Konsumentenvertrauensindex, den Inflationserwartungsindex und den Führungsindex, welcher versucht Wechsel in Wirtschaftszyklen zu identifizieren.
Das Verbrechen-, Institutionen- und Policy-Forschungslabor publiziert den Viktimisierungsindex, welcher den Prozentsatz an Personen, welche in den letzten 12 Monaten Opfer von Verbrechen wurden, misst.
ENI DI TELLA ist ein Think Tank welcher sich der Förderung der Entwicklung von inklusiver Wirtschaft, durch die Schaffung und Verbreitung von Wissen und Erfahrung verschrieben hat. ENI hat hierfür eine Reihe von akademischen Arbeiten und Studien in folgenden Feldern publiziert: First Survey of Inclusive Businesses in Argentina – Entrepreneurships and Small Enterprises (2012–2013); Characterizing Emerging Markets (2012), The Service Dominant Logic: A Conceptual Foundation to Address the Underserved (2012).
Die Universität hat das eigene neurowissenschaftliche Labor 2014 eröffnet in Anwesenheit von Lino Baraño, Argentiniens Minister für Wissenschaft, Technologie und Produktinnovation und forscht darin in Gebieten der Neurowissenschaften und der experimentellen Psychologie auf interdisziplinäre Weise. Der Dekan bezeichnete das Event als «ersten Entwicklungsschritt in Richtung der harten Wissenschaften» für die Universität. Das Direktorium des Labors mit 13 Forschenden hat Mariano Sigman inne.

### Bibliothek
Die Bibliothek fokussiert vornehmlich auf Sozialwissenschaften und gehört zu einer der besten Lateinamerikas. Sie wurde durch Torcuato Di Tellas Privatkollektion gegründet und seither mit dem Wachstum der Forschungsaktivität der Universität und des Instituts stetig ausgebaut.
Die Bibliothek umfasst über 95000 Bücher, über 2500 Zeitungskollektionen und 6000 digitale Dokumente. Auch Originalfassung von Büchern aus dem 17. Jahrhundert sind Bestandteile der Bibliothek, genau so wie der Zugang zu diversen Onlinedatenbanken. Die Universität hat vor kurzer Zeit die Nutzung ihres Onlinekataloges der Öffentlichkeit zur freien Verfügung gestellt.
Teile der Bibliothek sind auch die Sammlungen von Max Harwell, Carlos Escudé, Christiaan Huygens und Fernando Nadra. Sie umfasst außerdem eine Reihe von Dokumenten verschiedener Gewerkschaften Argentiniens, welche als Quelle für diverse historische und soziologische Studien in Lateinamerika dienten.

### Kunstsammlung und Unterricht
Der Tradition des Torcuato di Tella Instituts folgend, besitzt die Universität Torcuato Di Tella eine moderne Kunstsammlung und hat 2004 das ehemalige und seither durch Architekt Clorindo Testa renovierte Gebäude der Wasserwerke als Zentrum für visuelle Künste eingeweiht. Das Herz der Sammlung besteht aus der Edward Shaw und Maria Padilla de Shaw Sammlung, welche über 100 Gemälde von kontemporären Künstlern, bspw. Antonio Berni, Guillermo Kuitca, Antonio Seguí, Luis Fernando Benedit und Emilio Torti umfasst. Die Sammlung steht ständig in Ausstellung in den beide Gebäuden der Universität.
Auch der Tradition des Di Tella Instituts folgend veranstaltet die Universität diverse angesehene Kunstprogramme und Workshops. 12 Künstler werden jedes Jahr mit einem Kuitka-Stipendium ausgezeichnet, welches ihnen erlaubt, den Künstler Guillermo Kuitca wöchentlich zu treffen und ihre Kunst mit ihm zu besprechen.
Seit April 2013 prüft die Universität die Möglichkeit ihre Infrastruktur zu nutzen und einen Bachelor in Kunst anzubieten.